# Надгортанні приголосні
Надгортанні приголосні — різновид приголосних, що зчленовуються між надгортанником і надгортанною складкою (plica aryepiglottica). Вони відносно рідкісні і взагалі не зустрічаються в європейських мовах, тому європейські лінгвісти іноді можуть мати проблеми з їх ідентифікацією. Вони зустрічаються в основному в семітських мовах (арабською мовою), мовах Британської Колумбії та деяких кавказьких мовах. За допомогою міжнародного фонетичного алфавіту IPA можна записати три надгортанних приголосних, а саме надгортанний вибуховий ʡ, глухий надгортанний фрикатив ʜ і дзвінкий надгортанний фрикатив ʢ. Epiglottal vibranta (у діалектах мова хайда) та epiglottal verberanta (між голосними в кушитській мові Дагало) також засвідчені, але вони не мають свого символу в IPA.